# Don Siegel
Donald «Don» Siegel (26 de octubre de 1912 - 20 de abril de 1991) fue un director y productor de cine estadounidense que destacó por su estilo y su colaboración con el actor Clint Eastwood. 

## Biografía

### Carrera profesional
Nació el 26 de octubre de 1912 en Chicago, Illinois. Inició su carrera cinematográfica en los estudios Warner Bros, desempeñándose inicialmente en la biblioteca, luego como montajista, entre 1938 y 1946, llegando a ser jefe del departamento de montaje. 
En 1942 deseaba iniciarse como director, pero su contrato se lo impedía.
En 1945 dirigió dos cortometrajes, Hitler lives? y A Star in the Night, que fueron premiados con dos Óscar al mejor documental en 1946. Ese mismo año dirigió su primer largometraje, The Veredict.
En 1967 inició su colaboración con Clint Eastwood en “La jungla humana”, al que dirigió en cinco películas y al que influyó poderosamente hasta llevarle a dirigir sus propios films.
Siegel falleció el 20 de abril de 1991 en Nipomo (California), víctima de cáncer.

## Filmografía
| Título en español                                    | Título original                | Año  |
| ---------------------------------------------------- | ------------------------------ | ---- |
| Star in the Night (corto)                            | Star in the Night (corto)      | 1945 |
| Hitler Lives (corto)                                 | Hitler Lives (corto)           | 1945 |
| El veredicto                                         | The Verdict                    | 1946 |
| Almas en tinieblas                                   | Night Unto Night               | 1949 |
| El gran robo                                         | The Big Steal                  | 1949 |
| Duelo en Silver Creek                                | Duel at Silver Creek           | 1952 |
| No es tiempo de flores                               | No Time for Flowers            | 1952 |
| China Venture                                        | China Venture                  | 1953 |
| Cuenta las horas                                     | Count the Hours                | 1953 |
| Infierno 36                                          | Private Hell 36                | 1954 |
| Motín en el pabellón 11                              | Riot in Cell Block 11          | 1954 |
| An Annapolis Story                                   | An Annapolis Story             | 1955 |
| La invasión de los ladrones de cuerpos               | Invasion of the Body Snatchers | 1956 |
| Crimen en las calles                                 | Crime in the Streets           | 1956 |
| Baby Face Nelson                                     | Baby Face Nelson               | 1957 |
| Aventura para dos                                    | Spanish Affair                 | 1958 |
| Contrabando                                          | The Lineup                     | 1958 |
| Balas de contrabando                                 | The Gun Runners                | 1958 |
| Al borde de la eternidad                             | Edge of Eternity               | 1959 |
| Hound Dog Man                                        | Hound Dog Man                  | 1959 |
| Estrella de fuego                                    | Flaming Star                   | 1960 |
| Comando                                              | Hell is For Heroes             | 1962 |
| Código del hampa                                     | The Killers                    | 1964 |
| El carnaval de la muerte (TV)                        | The Hanged Man                 | 1964 |
| Extraños en el camino (TV)                           | Stranger on the Run            | 1967 |
| Brigada homicida                                     | Madigan                        | 1968 |
| La jungla humana                                     | Coogan's Bluff                 | 1968 |
| La ciudad sin ley                                    | Death of a Gunfighter          | 1969 |
| Dos mulas y una mujer/Dos mulas para la hermana Sara | Two Mules for Sister Sara      | 1970 |
| El seductor                                          | The Beguiled                   | 1971 |
| Harry el sucio                                       | Dirty Harry                    | 1971 |
| La gran estafa                                       | Charley Varrick                | 1973 |
| El molino negro                                      | The Black Windmill             | 1974 |
| El último pistolero                                  | The Shootist                   | 1976 |
| Teléfono                                             | Telefon                        | 1977 |
| La fuga de Alcatraz                                  | Escape from Alcatraz           | 1979 |
| Golpe audaz                                          | Rough Cut                      | 1980 |
| Blackjack (TV)                                       | Jinxed!                        | 1981 |